# Raymond and Ray
Raymond and Ray é um futuro filme americano do gênero comédia dramática escrito e dirigido por Rodrigo García e estrelado por Ewan McGregor e Ethan Hawke.

## Sinopse
Dois meio-irmãos se reencontram no funeral de seu pai, com quem ambos tinham um relacionamento ruim.

## Elenco
- Ewan McGregor como Raymond
- Ethan Hawke como Ray
- Maribel Verdú como Lúcia
- Sophie Okonedo como Kiera
- Maxim Swinton como Simon
- Vondie Curtis-Hall
- Chris Grabher como Vincent

## Produção
Foi anunciado em agosto de 2021 que Ewan McGregor e Ethan Hawke foram escalados para estrelar o filme Raymond and Ray, que seria escrito e dirigido por Rodrigo García. Em outubro, Maribel Verdú e Sophie Okonedo foram adicionadas ao elenco, com Maxim Swinton se juntando no mês seguinte.
O governador da Virgínia, Ralph Northam, anunciou em setembro de 2021 que o filme seria filmado na Virgínia Central a partir do outono. As filmagens começaram em Richmond no mês seguinte. As filmagens ocorreram em Hopewell de 18 a 21 de outubro. As filmagens também ocorreram no Cemitério de Oakwood, em Richmond, em novembro.

## Lançamento
Raymond and Ray será lançado em 2022, no Apple TV+.